# Джабраилов, Рафаэль Камиль оглы
Рафаэль Камиль оглы Джабраилов (азерб. Cəbrayılov Rafael Kamil oğlu; 28 декабря 1958 - 30 сентября 2021) — государственный и политический деятель. Депутат Милли меджлиса Азербайджанской Республики III, IV, V созывов. Доктор юридических наук.

## Биография
Родился Рафаэль Джабраилов 28 декабря 1958 году в селе Кызылкенд, ныне Нефтечалинского района, Республики Азербайджан. Окончил с отличием юридический факультет Азербайджанского государственного университета. Защитил диссертацию на соискание степени доктора юридических наук. Являлется автором 10 книг и более 100 научно-публицистических статей. В соверщенстве владел русским и английским языками.
С 1985 года работал следователем, главным следователем прокуратуры Сабирабадского района, с 1992 года — прокурором, заместителем начальника управления общего надзора прокуратуры Азербайджанской Республики, прокурором управления по надзору за исполнением законов в социальной и экономической сферах, управления по надзору за исполнением законов в гражданской сфере. С 2001 по 2002 годы был помощником прокурора Девечинского района, в 2005 году — Гедабекского района.
Был беспартийным депутатом Милли Меджлиса Азербайджанской Республики третьего, четвертого и пятого созывов. Являлся членом комитета Милли Меджлиса по правовой политике и государственному строительству. Являлся руководителем рабочей группы по межпарламентским связям Азербайджан-Ирландия, членом рабочих групп по связям с парламентами России, Турции. Был членом азербайджанской делегации в Межпарламентском союзе.
Бывший депутат Азербайджанского Национального собрания Джабраилов был обвинён в мошенничестве с нанесением ущерба в крупном размере. В ходе предварительного следствия, которое проводило главное управление по борьбе с коррупцией при Генеральном прокуроре, были выявлены обоснованные подозрения в том, что Джабраилов, злоупотребив служебным положением, получил в качестве взятки денежные средства в размере 240 тысяч манатов. Ему было предъявлено обвинение по статье 178.3.2 (мошенничество с причинением крупного ущерба) Уголовного кодекса Азербайджанской Республики, была избрана мера пресечения в виде ареста.
Был женат, воспитал двоих детей. 
Рафаэль Джабраилов умер в тюремной больнице города Баку от коронавируса 29 сентября 2021 года. 